# Битка при Харан
Битката при Харан е сражение между селджуците и кръстоносците от княжество Антиохия и графство Едеса, състояло се на 7 май 1104 г. Това е първият голям военен сблъсък след края на Първия кръстоносен поход между новообразуваните кръстоносни държави и мюсюлманите. Разгромът на кръстоносците има отрицателен ефект върху техните държави, като безапелационната им експанзия бива прекършена:с. 143.

## Предистория
През 1104 Балдуин, граф на Едеса, атакува и обсажда град Харан. Той се обръща за подкрепления към Боемунд I Антиохийски и Танкред Галилейски. Двамата тръгват на поход от Антиохия към Едеса, придружени от латинския патриарх на Антиохия Даимберт (Daimbert of Pisa) и архиепископа на Едеса Бенедикт.
Селджуците, под командването на Джикирмиш, атабег на Мосул и Сокман, владетел на Мардин от Ортокидите се събират в района на река Хабур, вероятно при Ra's al-'ain (елинистична Rhesaina). През май 1104 те атакуват Едеса, вероятно да отвлекат вниманието на кръстоносците от Харан, а защо не и да превземат незащитения град.

## Ход на битката
Няма точно потвърдени сведения за мястото на битката. Според арабската хроника на историка Ибн ал-Асир сражението е на 20 км от Харан, а арменският историк Матвей Едески съобщава за местност, разположена на два дни път от града. Според Ибн ал-Асир Танкред и Боемунд пристигат пред обсадената Едеса, според други източници те отиват пред вратите на Харан. Във всеки случай селджуците се оттеглят, като симулират отстъпление, а кръстоносците се впускат в преследване. Матвей Едески съобщава за двудневно преследване, а други автори – за тридневно. Повечето историци приемат версията на Алберт от Аахен и Фулхер от Шартър, които посочват като място на битката равнината (planitie) срещу град Ар-Ракка, който се намира на около два дни път от Харан.
Балдуин и Жослен са на лявото крило на кръстоносците, докато Боемунд и Танкред са на дясното. Според Ралф от Каен кръстоносците са изненадани от внезапната селджушка атака до такава степен, че Балдуин и Боемунд се бият без ризници.
По време на битката войниците на Балдуин са напълно разгромени, а Балдуин и Жослен са взети в плен. Частите от Антиохия начело с Боемунд успяват да се отскубнат към Едеса. Макар за двамата пленени благородници да е платен откуп, Жослен и Балдуин са освободени едва през 1108 и 1109 г. съответно.

## Значение
Това първо голямо поражение на кръстоносците има сериозни отрицателни последици за княжество Антиохия. Византия се възползва от него, за да предяви претенциите си към Антиохия и превзема Латакия и части от Киликия. Много градове, подчинени на Антиохия, въстават и са окупирани отново от мюсюлмански сили от Алепо. Арменски територии също въстават в полза на Византия или арменците. Тези събития подтикват Боемунд да се отправи към Италия да събере подкрепления, като Танкред остава регент в Антиохия.
Гийом от Тир пише, че няма по-катастрофална битка от тази. Макар Антиохия да се възстановява още следващата година, византийският Алексий I Комнин налага на Боемонд договора от Девол с който той би станал негов васал, ако Танкред бе се съгласил. Антиохия е разбита отново в битката на Кърваво поле през 1119 г. Едеса така и не се възстановява напълно и оцелява до превземането ѝ през 1144 г. само поради разногласията сред мюсюлманите.